# Mwaghavul (peuple)
Pour les articles homonymes, voir Mwaghavul.

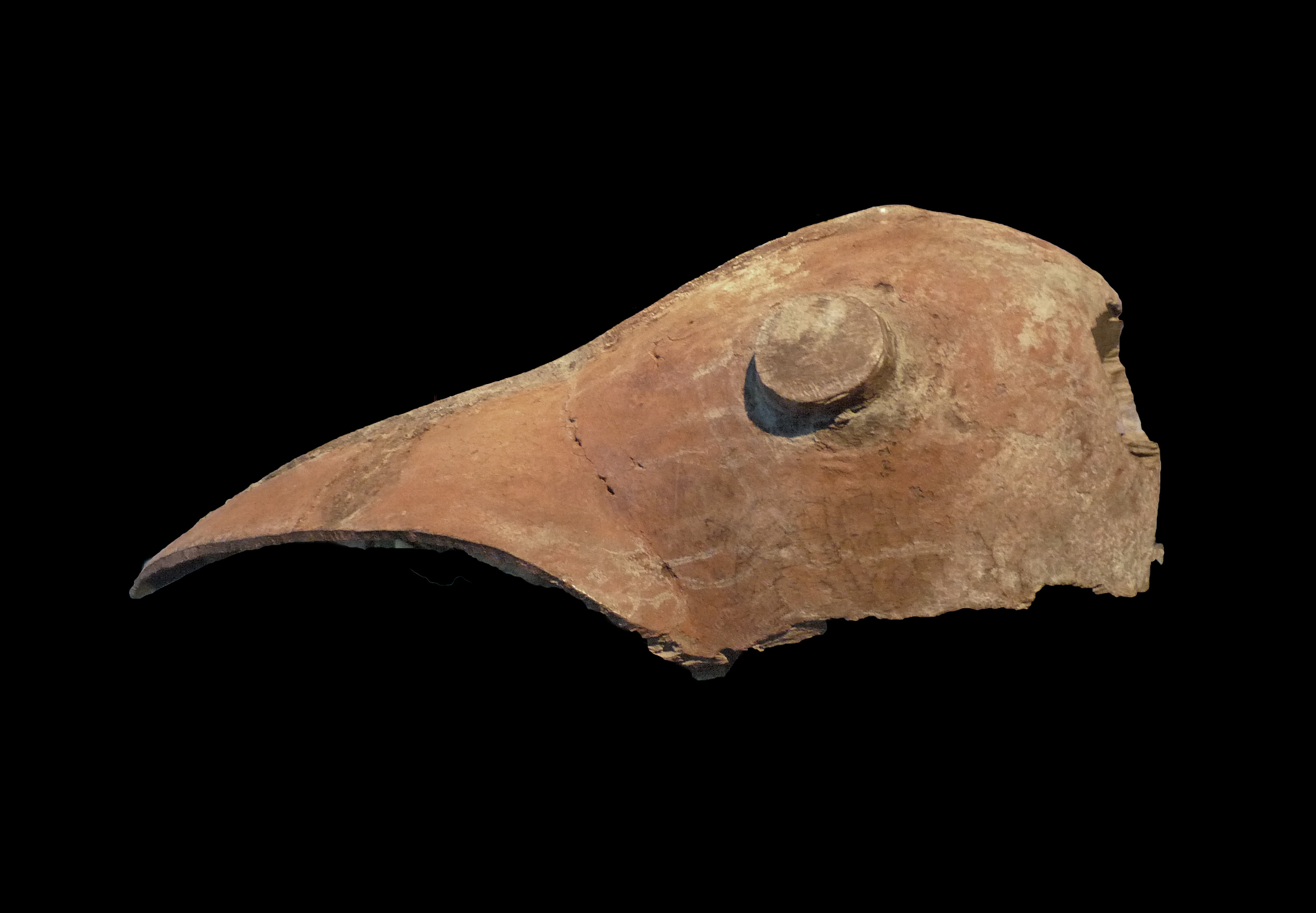
Masque horizontal Gugwang

Les Mwaghavul sont une population d'Afrique de l'Ouest vivant au centre du Nigeria, dans l'État du Plateau, sur le plateau de Jos. 

## Ethnonymie
Selon les sources et le contexte, on observe plusieurs formes : Maghavul, Mwahavul, Sura, Suura.

## Langue
Leur langue est le mwaghavul (ou sura), une langue tchadique, dont le nombre de locuteurs était estimé à 295 000 en 1993.